# Nora Gilbert
Nora Gilbert (Argentina, ? -  ? ) cuyo nombre verdadero era Irma Beatriz Muñoz fue una actriz de cine y radio de las décadas de 1940 y 1950.
A partir de 1955 trabajó en el programa humorístico Calle Corrientes, creado por su pareja Roberto Gil, que se transmitió durante 15 temporadas por Radio Splendid los sábados de 14 a 15 horas. El elenco de prestigiosos actores incluyó, entre otros, a Inda Ledesma, Héctor Méndez, Miguel Ligero, Juan Carlos Altavista, Oscar Casco, Juan José Míguez, Adolfo García Grau, Guido Gorgatti, Chela Ruiz, Eduardo Ayala, Héctor Figueras y Juan Carlos Palma. Era un programa armado con sucesivos sketchs por los que desfilaban personajes típicos de la calle Corrientes, aquella que es, según la frase que nació en ese programa y perdura hasta hoy: "La calle que nunca duerme".
También hizo algunas actuaciones en cine, medio en el cual debutó dirigida por Leopoldo Torres Ríos en 1944 en El juego del amor y del azar.

## Filmografía
Actriz
- Alma de bohemio    (1949)
- Juan Globo    (1949)
- El juego del amor y del azar    (1944) .... Una máscara